# Glympis cumulalis
Glympis cumulalis är en fjärilsart som beskrevs av Dyar 1910. Glympis cumulalis ingår i släktet Glympis och familjen nattflyn. Inga underarter finns listade i Catalogue of Life.